# Tirreno-Adriatico 1978
La Tirreno-Adriatico 1978, tredicesima edizione della corsa, si svolse dall'11 al 16 marzo 1978 su un percorso di 864 km, suddiviso su 5 tappe (l'ultima suddivisa in 2 parti), precedute da un prologo. La vittoria fu appannaggio dell'italiano Giuseppe Saronni, che completò il percorso in 22h08'46", precedendo il norvegese Knut Knudsen e il connazionale Francesco Moser.
I corridori che partirono da Santa Marinella furono 146, mentre coloro che tagliarono il traguardo di San Benedetto del Tronto furono 113.

## Tappe
| Tappa  | Data     | Percorso                                           | km  | Vincitore di tappa  | Leader cl. generale |
| ------ | -------- | -------------------------------------------------- | --- | ------------------- | ------------------- |
| Pr.    | 11 marzo | Santa Marinella > Santa Severa (cron. individuale) | 8   | Giuseppe Saronni    | Giuseppe Saronni    |
| 1ª     | 12 marzo | Santa Marinella > Ferentino                        | 198 | Vittorio Algeri     | Giuseppe Saronni    |
| 2ª     | 13 marzo | Cassino > Paglieta                                 | 200 | Franco Bitossi      | Giuseppe Saronni    |
| 3ª     | 14 marzo | Paglieta > Colle San Giacomo                       | 174 | Josef Fuchs         | Giuseppe Saronni    |
| 4ª     | 15 marzo | Corropoli > Civitanova Marche                      | 193 | Palmiro Masciarelli | Giuseppe Saronni    |
| 5ª-1   | 16 marzo | Civitanova Marche > San Benedetto del Tronto       | 73  | Rik Van Linden      | Giuseppe Saronni    |
| 5ª-2   | 16 marzo | San Benedetto del Tronto (cron. individuale)       | 18  | Knut Knudsen        | Giuseppe Saronni    |
| Totale | Totale   | Totale                                             | 864 |                     |                     |

## Dettagli delle tappe

### Prologo
- 11 marzo: Santa Marinella > Santa Severa - (cron. individuale) – 8 km

Risultati
| Pos. | Corridore        | Squadra         | Tempo |
| ---- | ---------------- | --------------- | ----- |
| 1    | Giuseppe Saronni | Scic-Bottecchia | ?     |

| Pos. | Corridore        | Squadra         | Tempo |
| ---- | ---------------- | --------------- | ----- |
| 1    | Giuseppe Saronni | Scic-Bottecchia |       |

### 1ª tappa
- 12 marzo: Santa Marinella > Ferentino – 198 km

Risultati
| Pos. | Corridore        | Squadra            | Tempo    |
| ---- | ---------------- | ------------------ | -------- |
| 1    | Vittorio Algeri  | Int. Assicurazioni | 5h30'16" |
| 2    | Giuseppe Saronni | Scic-Bottecchia    | a 1"     |
| 3    | Francesco Moser  | Sanson-Campagnolo  | s.t.     |

| Pos. | Corridore        | Squadra         | Tempo |
| ---- | ---------------- | --------------- | ----- |
| 1    | Giuseppe Saronni | Scic-Bottecchia |       |

### 2ª tappa
- 13 marzo: Cassino > Paglieta – 200 km

Risultati
| Pos. | Corridore      | Squadra    | Tempo    |
| ---- | -------------- | ---------- | -------- |
| 1    | Franco Bitossi | Gis Gelati | 5h15'23" |

| Pos. | Corridore        | Squadra         | Tempo |
| ---- | ---------------- | --------------- | ----- |
| 1    | Giuseppe Saronni | Scic-Bottecchia |       |

### 3ª tappa
- 14 marzo: Paglieta > Colle San Giacomo – 174 km

Risultati
| Pos. | Corridore   | Squadra  | Tempo    |
| ---- | ----------- | -------- | -------- |
| 1    | Josef Fuchs | Fiorella | 4h14'05" |

| Pos. | Corridore        | Squadra         | Tempo |
| ---- | ---------------- | --------------- | ----- |
| 1    | Giuseppe Saronni | Scic-Bottecchia |       |

### 4ª tappa
- 15 marzo: Corropoli > Civitanova Marche – 193 km

Risultati
| Pos. | Corridore           | Squadra           | Tempo    |
| ---- | ------------------- | ----------------- | -------- |
| 1    | Palmiro Masciarelli | Sanson-Campagnolo | 4h53'28" |

| Pos. | Corridore        | Squadra         | Tempo |
| ---- | ---------------- | --------------- | ----- |
| 1    | Giuseppe Saronni | Scic-Bottecchia |       |

### 5ª tappa, 1ª semitappa
- 16 marzo: Civitanova Marche > San Benedetto del Tronto - 73 km

Risultati
| Pos. | Corridore          | Squadra              | Tempo    |
| ---- | ------------------ | -------------------- | -------- |
| 1    | Rik Van Linden     | Bianchi-Faema        | 1h43'17" |
| 2    | Roger De Vlaeminck | Sanson-Campagnolo    | s.t.     |
| 3    | Alfredo Chinetti   | Selle Royal-Inoxpran | s.t.     |

| Pos. | Corridore        | Squadra         | Tempo |
| ---- | ---------------- | --------------- | ----- |
| 1    | Giuseppe Saronni | Scic-Bottecchia |       |

### 5ª tappa, 2ª semitappa
- 16 marzo: San Benedetto del Tronto - (Cron. individuale) - 18 km

Risultati
| Pos. | Corridore       | Squadra           | Tempo  |
| ---- | --------------- | ----------------- | ------ |
| 1    | Knut Knudsen    | Bianchi-Faema     | 23'11" |
| 2    | Francesco Moser | Sanson-Campagnolo | a 1"   |
| 3    | Roy Schuiten    | Scic-Bottecchia   | a 11"  |

| Pos. | Corridore        | Squadra           | Tempo     |
| ---- | ---------------- | ----------------- | --------- |
| 1    | Giuseppe Saronni | Scic-Bottecchia   | 22h08'46" |
| 2    | Knut Knudsen     | Bianchi-Faema     | a 12"     |
| 3    | Francesco Moser  | Sanson-Campagnolo | a 45"     |

## Classifiche finali

### Classifica generale - Maglia azzurra
| Pos. | Corridore         | Squadra              | Tempo     |
| ---- | ----------------- | -------------------- | --------- |
| 1    | Giuseppe Saronni  | Scic-Bottecchia      | 22h08'46" |
| 2    | Knut Knudsen      | Bianchi-Faema        | a 12"     |
| 3    | Francesco Moser   | Sanson-Campagnolo    | a 45"     |
| 4    | Josef Fuchs       | Fiorella             | a 52"     |
| 5    | Michel Pollentier | Flandria-Velda-Lano  | a 1'26"   |
| 6    | Alfredo Chinetti  | Selle Royal-Inoxpran | a 1'45"   |
| 7    | Fausto Bertoglio  | Selle Royal-Inoxpran | a 2'02"   |
| 8    | Wladimiro Panizza | Vibor                | a 2'03"   |
| 9    | Johan De Muynck   | Bianchi-Faema        | a 2'18"   |
| 10   | Bruno Wolfer      | Zonca-Santini        | a 2'39"   |